# فيلانوفا سولارو
فيلانوفا سولارو هي بلدية في مقاطعة كونيو في منطقة بيدمونت الإيطالية تقع على بعد 40 كيلومتر (25 ميل) جنوب تورينو و 40 كيلومتر (25 ميل) شمال كونيو . اعتبارًا من 31 ديسمبر 2004 كان عدد سكانها 788 نسمة وتبلغ مساحتها 14.8 كيلومتر مربع (5.7 ميل2).
بلدية فيلانوفا سولارو تحتوي على فرازيوني (التقسيمات الفرعية، القرى والنجوع بشكل رئيسي) فيرنيتو وإيرالي.
تقع فيلانوفا سولارو على حدود البلديات التالية: موريتا وموريلو وروفيا وسكارنافيجي وتوري سان جورجيو.